# Nanosatelita
Nanosatelita, nano-satelita, nanosat – rodzaj bardzo małego sztucznego satelity. Do tej kategorii należą urządzenia o masie od 1 do 10 kg. Nanosatelitami są np.: NanoSail-D2, O/OREOS, czy też, zaprojektowane i zbudowane w Polsce, sztuczne satelity naukowe Lem i Heweliusz.